# Александр Зискинд из Гродны
Александр Зискинд бен Мойше из Гродны (ивр. אלכסנדר זיסקינד בן משה מהוראדנא‎; ум. 1793/4) — раввин, каббалист и писатель

.
Автор книги «יסוד ושורש העבודה» ('Основа и корень служения'; Новыдвор, 1782) — изложения законов, относящихся ко всем праздникам, с попутными призывами к богобоязни и соблюдению нравственной чистоты. В конце книги помещены: указание ошибок в известном комментарии Раши на Библию и их исправления; толкования к библейским местам, в которых описываются границы Обетованной Земли и сооружение храма. Александр Зискинд, кроме того, написал «Zawaa» (Гродна, 1794), завещание, замечательное своими нравоучительными сентенциями и советами, которые он преподаёт потомству.
Александр Зискинд отличался особенным благочестием; всю жизнь он огорчался, что ему не представляется случая умереть, подобно рабби Акиве, мученической смертью. Кроме изданного завещания, Александр Зискинд оставил Codicilli, в которых он, между прочим, просит, чтобы его похоронили в талите с полным комплектом цицит, вопреки существующему обычаю, по которому одно из цицит вырывается для показания необязательности для покойников всяких религиозных предписаний. После его смерти по этому вопросу обратились к гродненскому раввину Даниилу, автору «Chamude Daniel», который ответил, что в других случаях он не допустил бы подобного отступления, но тут он боится пойти против воли завещателя. Легенда рассказывает, что при опускании тела Александра Зискинда в могилу одно из цицит случайно было вырвано (ср. «Alioth Elijahu» Гешеля Райнеса, примечание 119, где сообщается, что подобный случай произошёл также на похоронах Виленского гаона). 